# Riksväg 61
De Zweedse rijksweg 61 is gelegen in de provincie Värmlands län en is circa 109 kilometer lang. De weg loopt van Karlstad naar de grens met Noorwegen.

## Plaatsen langs de weg
- Karlstad
- Skåre
- Kil
- Fagerås
- Högboda
- Edane
- Arvika
- Åmotfors
- Charlottenberg
- Eda glasbruk
- Morokulien
- naar de Noorse plaats Magnor

## Knooppunten
- E18 + Riksväg 62: start gezamenlijk tracé, bij Karlstad (begin)
- Riksväg 62: einde gezamenlijk tracé, bij Skåre
- E45 bij Kil
- Länsväg 238
- Länsväg 175 bij Arvika
- Länsväg 172 bij Arvika
- Länsväg 177 bij Åmotfors
- Riksvei 2 in Noorwegen bij Magnor (einde)

Europese wegen:
E4 · E6 · E10 · E12 · E14 · E16 · E18 · E20 · E22 · E45 · E65
Riksvägar:
9 · 11 · 13 · 15 · 17 · 19 · 21 · 23 · 24 · 25 · 26 · 27 · 28 · 29 · 30 · 31 · 32 · 34 · 35 · 37 · 40 · 41 · 42 · 44 · 46 · 47 · 49 · 50 · 51 · 52 · 53 · 55 · 56 · 57 · 61 · 62 · 63 · 66 · 68 · 69 · 70 · 72 · 73 · 75 · 76 · 77 · 83 · 84 · 86 · 87 · 90 · 92 · 94 · 95 · 97 · 98 · 99